# Hôtel de ville d'Étain
L'hôtel de ville d'Étain est un hôtel de ville situé à Étain dans le département de la Meuse en région Grand Est.

## Histoire
L'hôtel de Ville situé place Jean-Baptiste-Rouillon, reconstruit de 1780 à 1787 sous l'administration de François Verdun, maire d'Étain (1760, 1789), remplaçant l'ancienne maison commune placée à l'alignement de la rue Nationale. En partie détruit par la Première Guerre mondiale, reconstruit de 1922 à 1926, l'ordonnance originelle de la façade principale a été respectée. L'édifice est inscrit au titre des monuments historiques depuis 2002.